# Pozón de la Dolores
El pozón de la Dolores, también conocido como pozón de los Ingleses, es una laguna y reserva natural situada en el barrio del Tojo de Revilla (municipio de Camargo, Cantabria, España).
Es una laguna artificial creada a partir de las actividades mineras de extracción de hierro en el siglo XIX. La Sociedad La Paulina y luego la empresa escocesa William Baird & Co. Ltd. estuvieron involucradas en la explotación de minas en la zona, enviando hierro a la siderurgia británica.
A medida que avanzaba el siglo XIX, la competencia aumentó con la mejora de métodos para aprovechar el hierro rico en fósforo. La demanda disminuyó durante la I Guerra Mundial, afectando a la actividad industrial. La Guerra Civil Española en 1936 marcó el fin de la actividad minera.
En la zona existen unas viejas instalaciones para abastecer agua de la laguna al municipio de Santander.

## Importancia ecológica y paisajística
El pozón de la Dolores se ha convertido en un importante activo ecológico, como refugio de aves, y paisajístico, por su paisaje de bocage de prados y setos vivos.El abandono de la actividad minera y el paso del tiempo la han convertido en lugar de descanso invernal para las aves migratorias,  como el ganso común, que hibernan en sus riberas, por lo que existe un pequeño observatorio de aves.Las aves acuáticas que la habitan se caracterizan por ser las mismas especies presentes en la bahía de Santander.
En el hábitat creado en torno a la laguna destaca una flora de praderas y setos, con laureles, encinas, robles y fresnos. Al borde de las aguas se encuentran carrizales, juncos y alisos. Parte de la zona se ha repoblado con otras especies, autóctonas a excepción del eucalipto.
El área es gestionada por la Fundación Naturaleza y Hombre. La gestión incluye la custodia voluntaria del territorio y la plantación de vegetación para mejorar la biodiversidad.